# Евертон Сантос
Евертон Сантос (порт. Éverton Santos, нар. 12 жовтня 1986, Сан-Жозе-дус-Кампус) — бразильський футболіст, що грав на позиції нападника.

## Ігрова кар'єра
Народився 12 жовтня 1986 року в місті Сан-Жозе-дус-Кампус. Вихованець юнацьких команд футбольних клубів Sao Josè та «Санту-Андре».
У дорослому футболі дебютував 2005 року виступами за команду «Санту-Андре», в якій того року взяв участь в одному матчі чемпіонату. 
Згодом у 2006 році грав у складі команд «Сан-Бернарду» та «Брагантіно».
Своєю грою за останню команду привернув увагу представників тренерського штабу клубу «Корінтіанс», до складу якого приєднався 2007 року. Відіграв за команду з Сан-Паулу менше одного року своєї ігрової кар'єри. Більшість часу, проведеного у складі «Корінтіанс», був основним гравцем атакувальної ланки команди.
У 2008 році уклав контракт з клубом «Парі Сен-Жермен», який залишив ще до завершення того ж року. 
З 2008 року один сезон захищав кольори клубу «Флуміненсе» як орендований гравець. У складі «Флуміненсе» був одним з головних бомбардирів команди, маючи середню результативність на рівні 0,44 гола за гру першості.
Протягом 2009—2011 років захищав кольори клубів «Альбірекс Ніїгата», «Гояс» та «Понте-Прета».
З 2011 року два сезони захищав кольори клубу «Соннам Ільхва Чхонма».  Граючи у складі «Соннам Ільхва Чхонма» також здебільшого виходив на поле в основному складі команди.
З 2013 по 2019 рік продовжував кар'єру в клубах «Понте-Прета», «Фігейренсе», «Сеул», «Ульсан Хьонде», «Фігейренсе», «Санта-Круз» (Ресіфі), «Мумбаї Сіті», «Ботафогу Сан-Паулу» та «Атлетіко» (Колката).
З 2019 року знову, цього разу два сезони захищав кольори клубу «Фігейренсе». 
У 2022 році перейшов до клубу «Леменсе», де завершив професійну кар'єру футболіста.